# Americhernes puertoricensis
Americhernes puertoricensis är en spindeldjursart som beskrevs av William B. Muchmore 1976. Americhernes puertoricensis ingår i släktet Americhernes och familjen blindklokrypare. Inga underarter finns listade i Catalogue of Life.